# 1439
Portal Geschichte | Portal Biografien | Aktuelle Ereignisse | Jahreskalender | Tagesartikel

◄ |
14. Jahrhundert |
15. Jahrhundert
| 16. Jahrhundert | ►

◄ |
1400er |
1410er |
1420er |
1430er
| 1440er | 1450er | 1460er | ►

◄◄ |
◄ |
1435 |
1436 |
1437 |
1438 |
1439
| 1440 | 1441 | 1442 | 1443 | ► | ►►
Staatsoberhäupter  · Nekrolog
| Januar | Januar | Januar | Januar | Januar | Januar | Januar | Januar |
| Kw     | Mo     | Di     | Mi     | Do     | Fr     | Sa     | So     |
| ------ | ------ | ------ | ------ | ------ | ------ | ------ | ------ |
| 1      |        |        |        | 1      | 2      | 3      | 4      |
| 2      | 5      | 6      | 7      | 8      | 9      | 10     | 11     |
| 3      | 12     | 13     | 14     | 15     | 16     | 17     | 18     |
| 4      | 19     | 20     | 21     | 22     | 23     | 24     | 25     |
| 5      | 26     | 27     | 28     | 29     | 30     | 31     |        |

| Februar | Februar | Februar | Februar | Februar | Februar | Februar | Februar |
| Kw      | Mo      | Di      | Mi      | Do      | Fr      | Sa      | So      |
| ------- | ------- | ------- | ------- | ------- | ------- | ------- | ------- |
| 5       |         |         |         |         |         |         | 1       |
| 6       | 2       | 3       | 4       | 5       | 6       | 7       | 8       |
| 7       | 9       | 10      | 11      | 12      | 13      | 14      | 15      |
| 8       | 16      | 17      | 18      | 19      | 20      | 21      | 22      |
| 9       | 23      | 24      | 25      | 26      | 27      | 28      |         |

| März | März | März | März | März | März | März | März |
| Kw   | Mo   | Di   | Mi   | Do   | Fr   | Sa   | So   |
| ---- | ---- | ---- | ---- | ---- | ---- | ---- | ---- |
| 9    |      |      |      |      |      |      | 1    |
| 10   | 2    | 3    | 4    | 5    | 6    | 7    | 8    |
| 11   | 9    | 10   | 11   | 12   | 13   | 14   | 15   |
| 12   | 16   | 17   | 18   | 19   | 20   | 21   | 22   |
| 13   | 23   | 24   | 25   | 26   | 27   | 28   | 29   |
| 14   | 30   | 31   |      |      |      |      |      |

| April | April | April | April | April | April | April | April |
| Kw    | Mo    | Di    | Mi    | Do    | Fr    | Sa    | So    |
| ----- | ----- | ----- | ----- | ----- | ----- | ----- | ----- |
| 14    |       |       | 1     | 2     | 3     | 4     | 5     |
| 15    | 6     | 7     | 8     | 9     | 10    | 11    | 12    |
| 16    | 13    | 14    | 15    | 16    | 17    | 18    | 19    |
| 17    | 20    | 21    | 22    | 23    | 24    | 25    | 26    |
| 18    | 27    | 28    | 29    | 30    |       |       |       |

| Mai | Mai | Mai | Mai | Mai | Mai | Mai | Mai |
| Kw  | Mo  | Di  | Mi  | Do  | Fr  | Sa  | So  |
| --- | --- | --- | --- | --- | --- | --- | --- |
| 18  |     |     |     |     | 1   | 2   | 3   |
| 19  | 4   | 5   | 6   | 7   | 8   | 9   | 10  |
| 20  | 11  | 12  | 13  | 14  | 15  | 16  | 17  |
| 21  | 18  | 19  | 20  | 21  | 22  | 23  | 24  |
| 22  | 25  | 26  | 27  | 28  | 29  | 30  | 31  |

| Juni | Juni | Juni | Juni | Juni | Juni | Juni | Juni |
| Kw   | Mo   | Di   | Mi   | Do   | Fr   | Sa   | So   |
| ---- | ---- | ---- | ---- | ---- | ---- | ---- | ---- |
| 23   | 1    | 2    | 3    | 4    | 5    | 6    | 7    |
| 24   | 8    | 9    | 10   | 11   | 12   | 13   | 14   |
| 25   | 15   | 16   | 17   | 18   | 19   | 20   | 21   |
| 26   | 22   | 23   | 24   | 25   | 26   | 27   | 28   |
| 27   | 29   | 30   |      |      |      |      |      |

| Juli | Juli | Juli | Juli | Juli | Juli | Juli | Juli |
| Kw   | Mo   | Di   | Mi   | Do   | Fr   | Sa   | So   |
| ---- | ---- | ---- | ---- | ---- | ---- | ---- | ---- |
| 27   |      |      | 1    | 2    | 3    | 4    | 5    |
| 28   | 6    | 7    | 8    | 9    | 10   | 11   | 12   |
| 29   | 13   | 14   | 15   | 16   | 17   | 18   | 19   |
| 30   | 20   | 21   | 22   | 23   | 24   | 25   | 26   |
| 31   | 27   | 28   | 29   | 30   | 31   |      |      |

| August | August | August | August | August | August | August | August |
| Kw     | Mo     | Di     | Mi     | Do     | Fr     | Sa     | So     |
| ------ | ------ | ------ | ------ | ------ | ------ | ------ | ------ |
| 31     |        |        |        |        |        | 1      | 2      |
| 32     | 3      | 4      | 5      | 6      | 7      | 8      | 9      |
| 33     | 10     | 11     | 12     | 13     | 14     | 15     | 16     |
| 34     | 17     | 18     | 19     | 20     | 21     | 22     | 23     |
| 35     | 24     | 25     | 26     | 27     | 28     | 29     | 30     |
| 36     | 31     |        |        |        |        |        |        |

| September | September | September | September | September | September | September | September |
| Kw        | Mo        | Di        | Mi        | Do        | Fr        | Sa        | So        |
| --------- | --------- | --------- | --------- | --------- | --------- | --------- | --------- |
| 36        |           | 1         | 2         | 3         | 4         | 5         | 6         |
| 37        | 7         | 8         | 9         | 10        | 11        | 12        | 13        |
| 38        | 14        | 15        | 16        | 17        | 18        | 19        | 20        |
| 39        | 21        | 22        | 23        | 24        | 25        | 26        | 27        |
| 40        | 28        | 29        | 30        |           |           |           |           |

| Oktober | Oktober | Oktober | Oktober | Oktober | Oktober | Oktober | Oktober |
| Kw      | Mo      | Di      | Mi      | Do      | Fr      | Sa      | So      |
| ------- | ------- | ------- | ------- | ------- | ------- | ------- | ------- |
| 40      |         |         |         | 1       | 2       | 3       | 4       |
| 41      | 5       | 6       | 7       | 8       | 9       | 10      | 11      |
| 42      | 12      | 13      | 14      | 15      | 16      | 17      | 18      |
| 43      | 19      | 20      | 21      | 22      | 23      | 24      | 25      |
| 44      | 26      | 27      | 28      | 29      | 30      | 31      |         |

| November | November | November | November | November | November | November | November |
| Kw       | Mo       | Di       | Mi       | Do       | Fr       | Sa       | So       |
| -------- | -------- | -------- | -------- | -------- | -------- | -------- | -------- |
| 44       |          |          |          |          |          |          | 1        |
| 45       | 2        | 3        | 4        | 5        | 6        | 7        | 8        |
| 46       | 9        | 10       | 11       | 12       | 13       | 14       | 15       |
| 47       | 16       | 17       | 18       | 19       | 20       | 21       | 22       |
| 48       | 23       | 24       | 25       | 26       | 27       | 28       | 29       |
| 49       | 30       |          |          |          |          |          |          |

| Dezember | Dezember | Dezember | Dezember | Dezember | Dezember | Dezember | Dezember |
| Kw       | Mo       | Di       | Mi       | Do       | Fr       | Sa       | So       |
| -------- | -------- | -------- | -------- | -------- | -------- | -------- | -------- |
| 49       |          | 1        | 2        | 3        | 4        | 5        | 6        |
| 50       | 7        | 8        | 9        | 10       | 11       | 12       | 13       |
| 51       | 14       | 15       | 16       | 17       | 18       | 19       | 20       |
| 52       | 21       | 22       | 23       | 24       | 25       | 26       | 27       |
| 53       | 28       | 29       | 30       | 31       |          |          |          |

| Januar | Januar | Januar | Januar | Januar | Januar | Januar | Januar |
| Kw     | Mo     | Di     | Mi     | Do     | Fr     | Sa     | So     |
| ------ | ------ | ------ | ------ | ------ | ------ | ------ | ------ |
| 1      |        |        |        | 1      | 2      | 3      | 4      |
| 2      | 5      | 6      | 7      | 8      | 9      | 10     | 11     |
| 3      | 12     | 13     | 14     | 15     | 16     | 17     | 18     |
| 4      | 19     | 20     | 21     | 22     | 23     | 24     | 25     |
| 5      | 26     | 27     | 28     | 29     | 30     | 31     |        |

| Februar | Februar | Februar | Februar | Februar | Februar | Februar | Februar |
| Kw      | Mo      | Di      | Mi      | Do      | Fr      | Sa      | So      |
| ------- | ------- | ------- | ------- | ------- | ------- | ------- | ------- |
| 5       |         |         |         |         |         |         | 1       |
| 6       | 2       | 3       | 4       | 5       | 6       | 7       | 8       |
| 7       | 9       | 10      | 11      | 12      | 13      | 14      | 15      |
| 8       | 16      | 17      | 18      | 19      | 20      | 21      | 22      |
| 9       | 23      | 24      | 25      | 26      | 27      | 28      |         |

| März | März | März | März | März | März | März | März |
| Kw   | Mo   | Di   | Mi   | Do   | Fr   | Sa   | So   |
| ---- | ---- | ---- | ---- | ---- | ---- | ---- | ---- |
| 9    |      |      |      |      |      |      | 1    |
| 10   | 2    | 3    | 4    | 5    | 6    | 7    | 8    |
| 11   | 9    | 10   | 11   | 12   | 13   | 14   | 15   |
| 12   | 16   | 17   | 18   | 19   | 20   | 21   | 22   |
| 13   | 23   | 24   | 25   | 26   | 27   | 28   | 29   |
| 14   | 30   | 31   |      |      |      |      |      |

| April | April | April | April | April | April | April | April |
| Kw    | Mo    | Di    | Mi    | Do    | Fr    | Sa    | So    |
| ----- | ----- | ----- | ----- | ----- | ----- | ----- | ----- |
| 14    |       |       | 1     | 2     | 3     | 4     | 5     |
| 15    | 6     | 7     | 8     | 9     | 10    | 11    | 12    |
| 16    | 13    | 14    | 15    | 16    | 17    | 18    | 19    |
| 17    | 20    | 21    | 22    | 23    | 24    | 25    | 26    |
| 18    | 27    | 28    | 29    | 30    |       |       |       |

| Mai | Mai | Mai | Mai | Mai | Mai | Mai | Mai |
| Kw  | Mo  | Di  | Mi  | Do  | Fr  | Sa  | So  |
| --- | --- | --- | --- | --- | --- | --- | --- |
| 18  |     |     |     |     | 1   | 2   | 3   |
| 19  | 4   | 5   | 6   | 7   | 8   | 9   | 10  |
| 20  | 11  | 12  | 13  | 14  | 15  | 16  | 17  |
| 21  | 18  | 19  | 20  | 21  | 22  | 23  | 24  |
| 22  | 25  | 26  | 27  | 28  | 29  | 30  | 31  |

| Juni | Juni | Juni | Juni | Juni | Juni | Juni | Juni |
| Kw   | Mo   | Di   | Mi   | Do   | Fr   | Sa   | So   |
| ---- | ---- | ---- | ---- | ---- | ---- | ---- | ---- |
| 23   | 1    | 2    | 3    | 4    | 5    | 6    | 7    |
| 24   | 8    | 9    | 10   | 11   | 12   | 13   | 14   |
| 25   | 15   | 16   | 17   | 18   | 19   | 20   | 21   |
| 26   | 22   | 23   | 24   | 25   | 26   | 27   | 28   |
| 27   | 29   | 30   |      |      |      |      |      |

| Juli | Juli | Juli | Juli | Juli | Juli | Juli | Juli |
| Kw   | Mo   | Di   | Mi   | Do   | Fr   | Sa   | So   |
| ---- | ---- | ---- | ---- | ---- | ---- | ---- | ---- |
| 27   |      |      | 1    | 2    | 3    | 4    | 5    |
| 28   | 6    | 7    | 8    | 9    | 10   | 11   | 12   |
| 29   | 13   | 14   | 15   | 16   | 17   | 18   | 19   |
| 30   | 20   | 21   | 22   | 23   | 24   | 25   | 26   |
| 31   | 27   | 28   | 29   | 30   | 31   |      |      |

| August | August | August | August | August | August | August | August |
| Kw     | Mo     | Di     | Mi     | Do     | Fr     | Sa     | So     |
| ------ | ------ | ------ | ------ | ------ | ------ | ------ | ------ |
| 31     |        |        |        |        |        | 1      | 2      |
| 32     | 3      | 4      | 5      | 6      | 7      | 8      | 9      |
| 33     | 10     | 11     | 12     | 13     | 14     | 15     | 16     |
| 34     | 17     | 18     | 19     | 20     | 21     | 22     | 23     |
| 35     | 24     | 25     | 26     | 27     | 28     | 29     | 30     |
| 36     | 31     |        |        |        |        |        |        |

| September | September | September | September | September | September | September | September |
| Kw        | Mo        | Di        | Mi        | Do        | Fr        | Sa        | So        |
| --------- | --------- | --------- | --------- | --------- | --------- | --------- | --------- |
| 36        |           | 1         | 2         | 3         | 4         | 5         | 6         |
| 37        | 7         | 8         | 9         | 10        | 11        | 12        | 13        |
| 38        | 14        | 15        | 16        | 17        | 18        | 19        | 20        |
| 39        | 21        | 22        | 23        | 24        | 25        | 26        | 27        |
| 40        | 28        | 29        | 30        |           |           |           |           |

| Oktober | Oktober | Oktober | Oktober | Oktober | Oktober | Oktober | Oktober |
| Kw      | Mo      | Di      | Mi      | Do      | Fr      | Sa      | So      |
| ------- | ------- | ------- | ------- | ------- | ------- | ------- | ------- |
| 40      |         |         |         | 1       | 2       | 3       | 4       |
| 41      | 5       | 6       | 7       | 8       | 9       | 10      | 11      |
| 42      | 12      | 13      | 14      | 15      | 16      | 17      | 18      |
| 43      | 19      | 20      | 21      | 22      | 23      | 24      | 25      |
| 44      | 26      | 27      | 28      | 29      | 30      | 31      |         |

| November | November | November | November | November | November | November | November |
| Kw       | Mo       | Di       | Mi       | Do       | Fr       | Sa       | So       |
| -------- | -------- | -------- | -------- | -------- | -------- | -------- | -------- |
| 44       |          |          |          |          |          |          | 1        |
| 45       | 2        | 3        | 4        | 5        | 6        | 7        | 8        |
| 46       | 9        | 10       | 11       | 12       | 13       | 14       | 15       |
| 47       | 16       | 17       | 18       | 19       | 20       | 21       | 22       |
| 48       | 23       | 24       | 25       | 26       | 27       | 28       | 29       |
| 49       | 30       |          |          |          |          |          |          |

| Dezember | Dezember | Dezember | Dezember | Dezember | Dezember | Dezember | Dezember |
| Kw       | Mo       | Di       | Mi       | Do       | Fr       | Sa       | So       |
| -------- | -------- | -------- | -------- | -------- | -------- | -------- | -------- |
| 49       |          | 1        | 2        | 3        | 4        | 5        | 6        |
| 50       | 7        | 8        | 9        | 10       | 11       | 12       | 13       |
| 51       | 14       | 15       | 16       | 17       | 18       | 19       | 20       |
| 52       | 21       | 22       | 23       | 24       | 25       | 26       | 27       |
| 53       | 28       | 29       | 30       | 31       |          |          |          |

## Ereignisse

### Politik und Weltgeschehen

#### Heiliges Römisches Reich
- 5. Mai: Mit dem Gefecht am Etzel beginnt der Alte Zürichkrieg um das Erbe der 1436 im Mannesstamm ausgestorbenen Toggenburger. Schwyz unter Ital Reding dem Älteren besiegt Zürich unter Bürgermeister Rudolf Stüssi in der Schlacht.
- Auf die Kampfhandlungen folgen intensive diplomatische Aktivitäten. Auf Vermittlung der Städte Basel, Strassburg, Konstanz, Schaffhausen, Überlingen, Rheinfelden, Ravensburg, St. Gallen sowie der Boten von Bern, Luzern, Solothurn, Zug, Uri, Unterwalden, Appenzell und Baden wird am 13. Mai ein Waffenstillstand geschlossen.
- 24. Juni: Nach dem Tod seines Vaters Friedrich IV. wird der zwölfjährige Siegmund Herzog von Oberösterreich. Er befindet sich unter der Vormundschaft seines Cousins Friedrich V. von Österreich.

#### Hussitenkriege
- 4. Mai: In der Schlacht bei Grotniki während der Hussitenkriege erleiden die konföderierten polnischen Hussiten unter der Führung von Spytko von Mahlstein eine Niederlage gegen die polnische königliche Armee, angeführt vom Krakauer Bischof Zbigniew Oleśnicki. Der Ausgang der Schlacht führt letztendlich zum Untergang der Hussitenbewegung in Polen.

#### Hansisch-Niederländischer Krieg
- Der Hansisch-Niederländische Krieg wird als beiderseitiger Kaperkrieg fortgesetzt.

#### Kalmarer Union
- Der nach der Niederlage im Krieg gegen die Hanse für Dänemark nachteilige Frieden von Vordingborg von 1435 macht – verbunden mit dem Engelbrekt-Aufstand in Schweden – König Erik VII. für den Reichsrat angreifbar. Er wird zunächst vom dänischen, dann auch von den übrigen Reichsräten der Kalmarer Union abgesetzt, nachdem er sich nach Gotland zurückgezogen hat.

### Religion

#### Konzil und Papsttum

Wappen Eugens IV.

Wappen Felix’ V.

Papst Eugen IV. schließt ein Unionsabkommen mit der griechisch-orthodoxen Kirche. Dieser Erfolg, der Hoffnungen auf eine Beendigung des seit 1054 andauernden Morgenländischen Schismas in der christlichen Kirche weckt, verhilft dem Papst zu großem Ansehen und schwächt das am Konziliarismus festhaltende papstkritische Konzil von Basel. Eugen IV. verlegt das ein paar Jahre zuvor davon abgespaltene Konzil am 16. Januar von Ferrara nach Florenz. Der in Basel verbliebene Teil setzt am 25. Juni Eugen ab und wählt am 5. November in einem nur wenige Stunden dauernden Konklave Amadeus VIII. von Savoyen zum Papst, der sich den Namen Felix V. gibt. Dieser gilt als der letzte historische Gegenpapst.
Mit der Mainzer Akzeptation nehmen der römisch-deutsche König Albrecht II. und sechs Metropoliten des Heiligen Römischen Reiches auf dem Mainzer Reichstag am 26. März insgesamt sechsundzwanzig Reformdekrete des Basler Konzils an.

#### Kirchenhierarchie
Raban von Helmstatt tritt, nachdem er im Vorjahr bereits als Bischof von Speyer zurückgetreten ist, im Mai auch als Erzbischof von Trier zurück. Zu seinem Nachfolger wird Jakob von Sierck bestimmt und in der Kapelle auf der seiner Familie gehörenden Burg Malbrouck noch im gleichen Jahr geweiht. Der neue Erzbischof und Kurfürst übernimmt ein nahezu bankrottes Erzbistum.

## Geboren

### Geburtsdatum gesichert
- 20. März: Johanna von Portugal, Infantin von Portugal und Königin von Kastilien († 1475)
- 3. April: Ludwig II., deutscher Adliger, Graf von Württemberg-Urach († 1457)
- 29. Mai: Francesco Todeschini Piccolomini, unter dem Namen Pius III. Papst († 1503)
- 2. Juli: Johann II. von Henneberg-Schleusingen, Fürstabt des Klosters Fulda († 1513)
- 18. Juli: Johann IV., deutscher Adliger, Herzog von Sachsen-Lauenburg († 1507)
- 26. Juli: Siegmund, deutscher Adliger, Herzog von Bayern-München († 1501)
- 10. August: Anne, Herzogin von Exeter († 1476)

### Genaues Geburtsdatum unbekannt
- Antonius, Graf von Holstein-Pinneberg und Schauenburg († 1526)
- Bernhardin von Feltre, italienischer Franziskaner, Prediger und Gründer caritativer Leihanstalten († 1494)
- Sönam Choglang, tibetischer Abt, 2. Penchen Lama († 1504)
- Lukas Fugger, deutscher Kaufmann und Händler, Titularkönig von Atlantis († nach 1499)
- Francesco di Giorgio, italienischer Architekt, Bildhauer und Maler († 1501)
- Alexander Hegius, deutscher Humanist und Priester  († 1498)
- Johann VI., deutscher Adliger, Herzog zu Mecklenburg († 1474)
- Cosimo Rosselli, italienischer Maler († 1507)

### Geboren um 1439
- Humphrey Neville, englischer Ritter († 1469)

## Gestorben

### Erstes Halbjahr
- 6. Februar: Johann Dederoth, deutscher Benediktinermönch, Abt der Klöster Clus und Bursfelde
- 14. Februar: Heinrich von Ahaus, deutscher Priester und Anhänger der Devotio moderna (* um 1371)
- 1. März: Katharina von Lothringen, deutsche Adlige, Markgräfin von Baden (* 1407)
- 20. März: Thomas Peuntner, österreichischer Theologe, Verfasser mehrerer Erbauungsschriften (* um 1390)
- 12. April: Johann I., Herzog von Glogau und Sagan (* 1385)
- 25. April: Avigdor Kara, Rabbiner, Schriftgelehrter und Kabbalist
- 30. April: Richard Beauchamp, englischer Adliger und Politiker (* 1382)
- 4. Juni: Adolf von Essen, deutscher Kartäuser und Autor (* um 1350)
- 10. Juni: Joseph II., Patriarch von Konstantinopel (* 1360)
- 24. Juni: Friedrich IV., österreichischer Adliger, Herzog von Tirol (* 1382)
- 26. Juni: Archibald Douglas, schottischer Adliger, 5. Earl of Douglas, Herzog von Touraine (* 1390)

### Zweites Halbjahr
- 10. Juli: Ludovico Pontano, italienischer Jurist, Diplomat und Kleriker (* um 1409)
- 27. August: John Grey de Ruthyn, englischer Ritter (* um 1387)
- 4. September: Křišťan z Prachatic, tschechischer Gelehrter, Astronom (* vor 1370)
- 8. September: Johannes Schele, Bischof von Lübeck (* zwischen 1385 und 1390)
- 10. September: Konrad V., Herzog von Oels, Cosel, Steinau und halb Beuthen (* 1381/87)
- 6. Oktober: Wilhelm II. von Diest, Bischof von Straßburg
- 16. Oktober: Ambrož Hradecký, tschechischer Priester, Prediger und Politiker
- 21. Oktober: Ambrogio Traversari, toskanischer Humanist und Theologe, Schriftsteller und Übersetzer (* 1386)

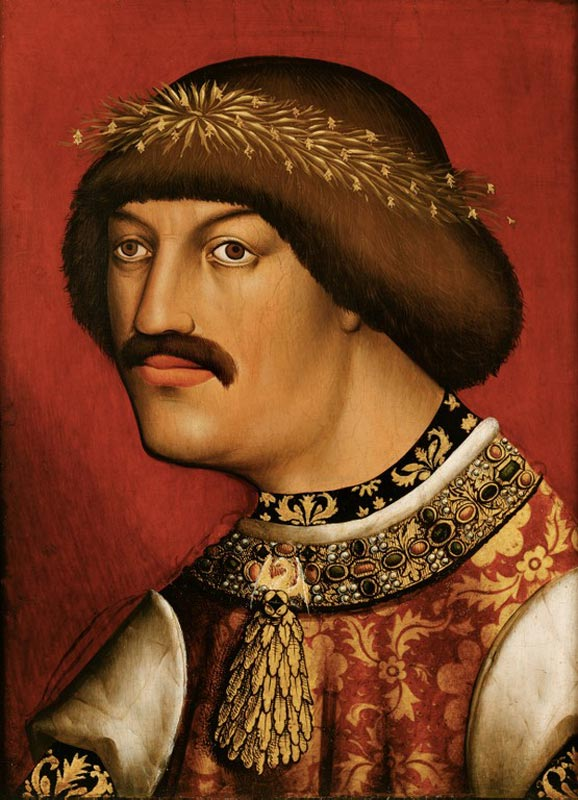
Albrecht II. von Habsburg

- 27. Oktober: Albrecht II., römisch-deutscher König, König von Ungarn und König von Böhmen (* 1397)
- 29. Oktober: Antoine de Vergy, französischer Adliger, Graf von Dammartin, Marschall von Frankreich (* 1375)
- 4. November: Raban von Helmstatt, Bischof von Speyer, Erzbischof von Trier, Kurfürst (* um 1362)
- 18. November: Agnes II. von Braunschweig-Grubenhagen, Äbtissin des Stiftes Gandersheim (* um 1406)
- 18. November: Anna von Veldenz, deutsche Adlige, Gräfin von Veldenz (* um 1390)
- 30. November: Ugo Benzi, italienischer Philosoph, Theologe und Professor der Medizin (* 1376)
- 27. Dezember: Isabel le Despenser, englische Adelige (* 1400)

### Genaues Todesdatum unbekannt
- Peter von Burgsdorff, deutscher Bischof von Lebus
- Eitel Friedrich I., deutscher Adliger, Graf von Hohenzollern (* um 1384)
- Jacobello del Fiore, venezianischer Maler (nachgewiesen ab 1400)
- Joseph II., byzantinischer Patriarch von Konstantinopel (* 1416)
- Peter von Osburg, deutscher Ritter
- Nikolaus von Prüm, deutscher Rechtsgelehrter, Kirchenrechtler (* 1395)
- Claus de Werve, niederländischer Bildhauer (* 1380)